# Death Wish (banda sonora)
Death Wish: Original Soundtrack Recording es la banda sonora de la película de 1974 del mismo nombre, protagonizada por Charles Bronson. Fue lanzado en noviembre de 1974 a través del sello Columbia Records.

## Lista de canciones
Todas las canciones escritas y compuestas por Herbie Hancock, excepto donde esta anotado.
Lado uno
1. «Death Wish (Main Title)» – 6:11
2. «Joanna's Theme» – 4:46
3. «Do a Thing» – 2:13
4. «Paint Her Mouth» – 2:16
5. «Rich Country» – 3:46

Lado dos
1. «Suite Revenge» – 9:25
  1. «Striking Back»
  2. «Riverside Park» (Hancock, Jerry Peters)
  3. «The Alley»
  4. «Last Stop»
  5. «8th Avenue Station»
2. «Ochoa Knose» – 2:07
3. «Party People» – 3:32
4. «Fill Your Hand» – 6:15

## Créditos y personal
Créditos adaptados desde las notas de álbum de Death Wish.
Personal técnico
- Herbie Hancock – productor, conductor
- David Rubinson – productor
- Fred Catero – ingeniero de audio
- George Horn – masterización

## Posicionamiento
| Gráfica (1974–75)                               | Mejor posición |
| ----------------------------------------------- | -------------- |
| Estados Unidos (Billboard Soul LPs)             | 38             |
| Estados Unidos (Cash Box Top 100 Albums Cont'd) | 125            |